# Turritigera fenestella
Turritigera fenestella is een mosdiertjessoort uit de familie van de Lekythoporidae. De wetenschappelijke naam van de soort is voor het eerst geldig gepubliceerd in 1983 door Cook & Hayward.